# Redykajny (jezioro)
Redykajny – jezioro w woj. warmińsko-mazurskim, położone w północnej części Olsztyna na terenie osiedla Gutkowo w sąsiedztwie osiedla Redykajny, leżące na terenie Pojezierza Olsztyńskiego.
Według urzędowego spisu opracowanego przez Komisję Nazw Miejscowości i Obiektów Fizjograficznych (KNMiOF) nazwa tego jeziora to Redykajny. W różnych publikacjach i na mapach topograficznych jezioro to występuje pod nazwą Jezioro Redykajskie.
Powierzchnia zwierciadła wody według różnych źródeł wynosi od 29,9 ha do 31,0 ha.
Zwierciadło wody położone jest na wysokości 102,9 m n.p.m. Głębokość maksymalna wynosi 20,6 m.
W jeziorze występował rzadki chruściki – Erotesis baltica, ale badania z końca XX w. wskazują, że Erotesis baltica w tym jeziorze już wyginął).